# Seper-Merou
Seper-Merou « qui atteint les canaux », ou Sepet-Merou « le bord des canaux » connue aussi sous le toponyme Ouab est une ville de l'Égypte ancienne située à peu près à mi-chemin entre les villes d'Hérakléopolis (au nord) et d'Oxyrhynque (au sud) dans le XIXe Nome de Haute-Égypte. 

## Histoire
Durant la période ramesside, Seper-Merou a connu une certaine importance en tant que centre religieux et militaire assez largement peuplée, mais aussi comme centre administratif autonome du XIXe Nome, situé le long du Bahr Youssouf, un antique canal qui relie le Nil à la région du Fayoum. Selon le papyrus Wilbour sous la XIXe dynastie, il existait à Seper-Merou deux fondations religieuses, propriétaires de terrains agricoles destinées à financer le culte de Seth. La plus grande de ces deux institutions était le grand temple nommé « Maison de Seth, Seigneur de Seper-Merou », et le petit temple dédié à son épouse Nephtys dénommé quant à lui la « Maison de Nephtys de Ramsès-Mériamon ». On ignore l'époque de la fondation du temple de Seth, mais il est toutefois évident que le temple de Nephtys est une création spécifique (ou pour le moins une rénovation) de Ramsès II, un pharaon qui a régné entre 1279 et 1213 avant notre ère. 
Les deux temples (et de leurs propriétés foncières respectives) étaient apparemment sous administration séparée. Nous avons connaissance du Prophète Houy qui a administré la Maison de Seth sous les XIXe et XXe dynasties. Il y avait au moins deux autres chapelles subsidiaires dans la ville de Seper-Merou à la même époque ; un sanctuaire appelé la « Maison de Seth, puissant est son bras armé », et un culte au lieu-dit de la « Tonnelle de Re-Horakhty ». À l'instar du temple de Nephtys, ces petits sanctuaires ont été considérés comme des dépendances du temple principal dédié à Seth, qui était la divinité suprême de la ville. 
Le culte de Seth a probablement décliné après la XXe dynastie, en raison de la diabolisation de plus en plus grande de cette divinité. Après cette époque, l'administration du nome a été dûment déplacé au sud à Oxyrhynque. Toutefois, il se peut que le culte de Seth ait survécu sous une forme ou une autre à Seper-Merou, longtemps après le déclin politique et religieux de la ville. En effet, d'après une inscription tardive gravée dans le temple ptolémaïque d'Edfou, (dédié à Horus le neveu et le rival de Seth), il est fait référence à « Seth de Seper-Merou » sous la forme d'une imprécation insultante qui veut que les canaux du dieu dans ce district étaient devenus desséchés et inutiles. 

## Archéologie
Les fondations des temples de Seth et Nephtys ont été fouillés et identifiés dans les années 1980.